# Familia Genovese
Familia Genovese (pronunțat [dʒenoˈveːze, -eːse]) este una dintre cele cinci familii care formează mafia americană și domină lumea interlopă din New York și New Jersey. Aceștia au influențat numeroase familii ale mafiei din afara statului New York, inclusiv familia Philadelphia⁠(d), familia Patriarca⁠(d) și familia Buffalo. 
Actuala „familie” a fost înființată de Charles „Lucky” Luciano și a fost cunoscută sub numele de familia Luciano din 1931 până în 1957 când a fost redenumită după don Vito Genovese. Controlând la început docurile de pe partea de vest a Manhattanului⁠(d) și piața de pește din Fulton⁠(d), familia a fost controlată mulți ani de către Vincent Gigante - supranumit „The Oddfather” - care timp de ani de zile a simulat că este nebun cu scopul de a evita o urmărire penală.
Familia Genovese este cea mai veche și cea mai mare dintre cele cinci familii. Fiind în căutare de noi modalități de a obține bani în secolul XXI, familia a fost implicată în fraude ipotecare⁠(d). Procurorii susțin că victimele cămătarilor au obținut împrumuturi⁠(d) ca să-și achite datoriile.
Deși funcția de don a familiei Genovese a rămas liberă după moartea lui Gigante în 2005, familia pare a fi cea mai organizată și  mai puternică familie din Statele Unite, sursele considerând că Liborio "Barney" Bellomo⁠(d) este actualul șef al grupului. Unică în mafie, familia a fost avantajată puternic de membrii care își asumau codul de onoare „Omertà” care interzice cooperarea cu autoritățile statului. În timp ce numeroși mafioți din întreaga țară au depus mărturii împotriva propriilor familii încă din anii 1980, familia Genovese a avut doar zece membri care au colaborat⁠(d).